# アズバーズ
株式会社アズバーズ（英称：as birds corp.）は、東京・四谷にある日本のテレビ番組の制作プロダクションである。

## 概要
関西テレビのドラマの監督だった小田切成明がテレパックを経て独立し、1976年（昭和51年）に設立。社名は「鳥たちのように」との意味が込められているという。テレビドラマを中心に、バラエティー番組、ドキュメント番組なども手がける。毎年新卒採用を行っているためテレビ制作会社としては社員数は多い方だが、大半はテレビ局や他の制作会社に出向して仕事をしている。
なお、1980年代後半から2000年代前半に存在した制作プロダクション「スタッフ・アズバーズ」（後の東京メディアエンタープライズ、現在は国際放映）と混同している情報もあるが、法人としては全く別物であり、両社の間には一切関連性はない。

## スタッフ

### プロデューサー
- 指田貴行（代表取締役社長）
- 菊池誠（専務取締役）
- 松野千鶴子
- 及川博則（取締役）
- 木川康利

### 監督・ディレクター
- 本橋圭太
- 吉田使憲
- 樹下直美
- 松本泰治
- 伊藤嘉彦

## 主な作品

### 連続ドラマ

#### 1980年代
- フジテレビ「な・ま・い・き盛り」（1986年10月期）
- フジテレビ「ときめきざかり」（1988年1月期）

#### 1990年代
- TBS「ナースステーション」（1991年1月期）
- フジテレビ 妻たちの劇場「白いシャツの女」（1992年2月～3月）
- フジテレビ「わがままな女たち」（1992年10月期）
- 日本テレビ 土曜グランド劇場「ちょっと危ない園長さん」（1993年1月期）
- フジテレビ 妻たちの劇場「あなたにあいたくて」（1993年2月～3月）
- 関西テレビ「妊娠ですよ」（1994年10月期）
- フジテレビ「明るい家族計画」（1995年1月期）
- 関西テレビ「妊娠ですよ2」（1995年10月期）
- 関西テレビ「ゆずれない夜」（1996年10月期）

#### 2000年代
- テレビ朝日 土曜ナイトドラマ「E's 危険な扉-愛を手錠で繋ぐ時-」（2001年4月期）
- テレビ朝日「G-Taste」（2001年4月期）
- テレビ朝日 金曜ナイトドラマ「九龍で会いましょう」（2002年4月期）
- 関西テレビ「マルサ!!東京国税局査察部」（2003年4月期）
- テレビ朝日 土曜ナイトドラマ「黒い太陽」（2006年7月期）
- 中部日本放送 ドラマ30「キッパリ!」（2007年）
- ABC朝日放送・テレビ朝日「生徒諸君!」（2007年4月期）
- 中部日本放送 ひるドラ「オーバー30」（2009年1月～2月）
- テレビ朝日 金曜ナイトドラマ「名探偵の掟」（2009年4月期）

#### 2010年代
- ABC朝日放送・テレビ朝日「警視庁失踪人捜査課」（2010年4月期）
- 関西テレビ「逃亡弁護士」（2010年7月期）
- BSフジ「ひとりじゃない」（2011年1月～2月）
- テレビ朝日「バラ色の聖戦」（2011年9月～10月）
- テレビ朝日「DOCTORS〜最強の名医〜」（2011年10月期）
- テレビ朝日「DOCTORS 2〜最強の名医〜」（2013年7月期）
- テレビ朝日「DOCTORS 3〜最強の名医〜」（2015年1月期）
- テレビ朝日「民王」（2015年7月期）
- テレビ朝日「グッドパートナー 無敵の弁護士」（2016年4月期）
- テレビ朝日「緊急取調室 SECOND SEASON」（2017年4月期）
- テレビ朝日「黒革の手帖」（2017年7月期）
- テレビ朝日「オトナ高校」（2017年10月期）
- テレビ朝日「未解決の女 警視庁文書捜査官」（2018年4月期）
- テレビ朝日「おっさんずラブ」（2018年4月期）
- テレビ東京「ラストチャンス 再生請負人」（2018年7月期）
- テレビ朝日「僕とシッポと神楽坂」（2018年10月期）
- テレビ朝日「緊急取調室 3rd SEASON」（2019年4月期）
- テレビ朝日「おっさんずラブ-in the sky-」（2019年10月期）

#### 2020年代
- テレビ朝日「ケイジとケンジ〜所轄と地検の24時〜」（2020年1月期）
- テレビ朝日「未解決の女 警視庁文書捜査官 Season2」（2020年7月期）
- テレビ朝日「にじいろカルテ」（2021年1月期）
- テレビ朝日「コタローは1人暮らし」（2021年4月期）
- テレビ朝日「緊急取調室 4th SEASON」（2021年7月期）
- テレビ朝日「漂着者」（2021年7月期）
- テレビ朝日「となりのチカラ」（2022年1月期）
- テレビ朝日「未来への10カウント」（2022年4月期）
- テレビ朝日「六本木クラス」（2022年7月期）
- テレビ朝日「ケイジとケンジ、時々ハンジ。」（2023年4月期）
- テレビ朝日「unknown 」（2023年4月期）
- テレビ朝日「帰ってきたぞよ!コタローは1人暮らし」（2023年4月期）
- テレビ朝日「シッコウ!!〜犬と私と執行官〜」（2023年7月期）
- テレビ朝日「グレイトギフト」（2024年1月期）
- テレビ朝日「Believe-君にかける橋-」（2024年4月期）
- テレビ朝日「東京タワー」（2024年4月期）
- テレビ朝日「民王R」（2024年10月期）
- テレビ朝日「プライベートバンカー」（2025年1月期）

### 単発ドラマ
- フジテレビ 月曜ドラマランド「純ちゃんの奥さまは魔女」（1984年）
- フジテレビ 月曜ドラマランド「時をかける少女」（1985年）
- フジテレビ 月曜ドラマランド「三代目はおニャン子お嬢様!? 花吹雪893組」（1986年）
- フジテレビ 月曜ドラマランド「おニャン子学園危機イッパツ とんだ放課後」（1986年）
- フジテレビ 月曜ドラマランド「ボクの婚約者」（1986年）
- フジテレビ 月曜ドラマランド「おニャン子捕物帳 謎の村雨城」（1986年）
- フジテレビ 月曜ドラマランド「看護婦アカデミー」（1987年）
- フジテレビ 月曜ドラマランド「いきなり婚約者!!」（1987年）
- フジテレビ 月曜ドラマランド「タッチ」（1987年）
- フジテレビ 月曜ドラマランド「おさな妻! ママはあぶない17才!!」（1987年）
- 日本テレビ 土曜スーパースペシャル夏休み特別企画「CAT'S EYE キャッツ・アイ ミッドナイトは恋のアバンチュール」（1988年）
- フジテレビ 世にも奇妙な物語「あの世への伝言サービス」「笑う女」「ユリコちゃん」（1991年）
- フジテレビ 世にも奇妙な物語「バイパスの夜」「STILL」「死神」（1991年）
- フジテレビ 金曜ドラマシアター「実録犯罪史シリーズ 新説・三億円事件」（1991年）
- フジテレビ 金曜ドラマシアター 迎春スペシャル「春が来るまで」（1992年）
- TBS 月曜ドラマスペシャル「ミガキぬかれた女たち」（1992年）
- TBS 月曜ドラマスペシャル「外科病棟の陰謀」（1992年）
- フジテレビ 日曜ドラマハウス「姿なき訪問者」（1992年）
- TBS 月曜ドラマスペシャル「つんずほぐれつ」（1992年）
- フジテレビ 世にも奇妙な物語「リフレクション」「人形」「お前が悪い!」（1992年）
- フジテレビ 金曜ドラマシアター「家族いろいろ貸します」（1992年）
- フジテレビ 金曜ドラマシアター「ザ・スクープ」（1992年）
- フジテレビ 金曜エンタテイメント「招かれざる客・三人の未亡人」（1993年）
- フジテレビ 金曜エンタテイメント「間違えられた男」（1993年）
- フジテレビ 金曜エンタテイメント「動く壁」（1994年）
- フジテレビ 金曜エンタテイメント「野々村さんちの夫婦ゲンカ」（1994年）
- 関西テレビ 愛と疑惑のサスペンス「一瞬の真実」（1994年）
- 関西テレビ 愛と疑惑のサスペンス「女医彩子・いのちの代償」（1994年）
- フジテレビ 金曜エンタテイメント「野々村さんちの夫婦ゲンカ2」（1994年）
- TBS 月曜ドラマスペシャル「負けてたまるか、100円おばさん」（1995年）
- TBS 月曜ドラマスペシャル「保険調査員 しがらみ太郎の事件簿」（1996年）
- フジテレビ 東京23区の女「豊島区の女」（1996年）
- フジテレビ 東京23区の女「渋谷区の女」（1996年）
- フジテレビ 金曜エンタテイメント「幸福の誤算」（1996年）
- フジテレビ 東京23区の女「台東区の女」（1996年）
- フジテレビ 東京23区の女「中野区の女」（1996年）
- フジテレビ 東京23区の女「練馬区の女」（1996年）
- TBS 月曜ドラマスペシャル「保険調査員 しがらみ太郎の事件簿2」（1996年）
- フジテレビ 金曜エンタテイメント「熱血女検事が行く」（1997年）
- TBS 月曜ドラマスペシャル「保険調査員 しがらみ太郎の事件簿3」（1997年）
- テレビ朝日「生かし屋という男」（1997年）
- フジテレビ 金曜エンタテイメント「年の差カップル刑事」（1998年）
- フジテレビ 金曜エンタテイメント「ダブルカップル探偵」（1999年）
- TBS 月曜ドラマスペシャル 真夏の恐怖劇場「前世の女」（1999年）
- フジテレビ 金曜エンタテイメント「安岡課長の殺人会議 〜リストラまで30日〜」（1999年）
- フジテレビ 金曜エンタテイメント「児童虐待捜査官・百瀬なつきの事件ファイル」（2000年）
- テレビ朝日 土曜ワイド劇場「匿名容疑者」（2001年）
- フジテレビ 金曜エンタテイメント「オールスター殺人事件 芸能リポーター服部ヨネ子は見た! 〜西村知美殺人事件〜」（2001年）
- フジテレビ 金曜エンタテイメント「年の差カップル刑事II」（2001年）
- TBS 月曜ミステリー劇場「外科医零子 ハートの記憶」（2001年）
- TBS 月曜ミステリー劇場「外科医零子2 ハートの疑惑」（2002年）
- 日本テレビ 火曜サスペンス劇場「うさぎと亀」（2003年）
- フジテレビ 金曜エンタテイメント「日向夢子調停委員事件簿 殺意」（2004年）
- テレビ朝日 新テレ朝誕生記念SPドラマ「生放送はとまらない!」（2003年）
- フジテレビ 金曜エンタテイメント「年の差カップル刑事III」（2004年）
- フジテレビ 金曜エンタテイメント「日向夢子調停委員事件簿2 見知らぬ夫」（2004年）
- TBS 月曜ミステリー劇場「外科医零子3 ハートの時効」（2004年）
- 日本テレビ 火曜サスペンス劇場「うさぎと亀2」（2004年）
- テレビ東京 水曜ミステリー9「窓際信金マンの事件帳簿2」（2004年）
- フジテレビ 金曜エンタテイメント「日向夢子調停委員事件簿3 哀しい天罰」（2005年）
- フジテレビ 金曜エンタテイメント「こちらお客様相談室」（2005年）
- テレビ東京 女と愛とミステリー「人情刑事 宮本清四郎」（2005年）
- 日本テレビ 火曜サスペンス劇場「六月の花嫁 2005 化身」（2005年）
- 日本テレビ 火曜サスペンス劇場「六月の花嫁 2005 マリーゴールド」（2005年）
- フジテレビ 金曜エンタテイメント「労働基準監督官 和倉真幸 働く人の味方です!」（2005年）
- 関西テレビ 秋の恋愛必勝ドラマスペシャル「小悪魔な女になる方法」（2005年）
- テレビ朝日 土曜ワイド劇場「京都南署鑑識ファイル1 日舞家元殺人事件 川は見ていた!」（2005年）
- テレビ朝日 土曜ワイド劇場「京都南署鑑識ファイル2 古都老舗女社長殺人」（2005年）
- TBS 月曜ミステリー劇場「外科医零子4 ハートの240秒」（2006年）
- 日本テレビ ドラマ・コンプレックス「都立水商!」（2006年）
- フジテレビ 金曜エンタテイメント「日向夢子調停委員事件簿4 復讐」（2006年）
- テレビ東京 水曜ミステリー9「ハマの子宝先生24時〜殺意の産声〜」 （2006年）
- 日本テレビ ドラマ・コンプレックス「雨やどりの恋〜うさぎと亀より〜」（2006年）
- テレビ朝日 土曜ワイド劇場「京都南署鑑識ファイル3 名門陶芸窯元〜茶会連続殺人!!」（2006年）
- 日本テレビ 火曜ドラマゴールド「ビネツ 〜美肌の誘惑 現代エステ大奥物語〜」（2006年）
- 東海テレビ「なごや寿ロックンロール〜『グッモーエビアン!』より〜」（2007年）
- 関西テレビ「くうねるところすむところ〜恋するニッカボッカ・ガール〜」（2007年）
- テレビ朝日「黒い太陽'07スペシャル」（2007年）
- テレビ朝日「未来遊園地」（2007年）
- フジテレビ 金曜プレステージ「妻たちからの三行半〜夫たちの(秘)離婚回避マニュアル〜」（2008年）
- テレビ朝日「拝啓トリュフォー様」（2008年）
- テレビ朝日「未来遊園地II」（2008年）
- フジテレビ「ありがとう!チャンピイ〜日本初の盲導犬誕生物語」（2008年）
- テレビ朝日「ツジツマ」（2008年）
- フジテレビ 土曜プレミアム「阪神・淡路大震災から15年 神戸新聞の7日間 〜命と向き合った被災記者たちの闘い〜」（2010年）
- テレビ朝日 土曜ワイド劇場「救急救命士・牧田さおり」（2010年パート7＆2011年パート8）
- TBS 月曜ゴールデン「警視庁鑑識課〜南原幹司の鑑定〜」（2011年）

### バラエティその他
- フジテレビ「電珍宝」
- テレビ朝日「DD-BOYS」
- フジテレビ「好TV～HAO TV～」

## スタッフ派遣番組

### 現在

#### ドラマ
- ストロベリーナイト（フジテレビ）
- ハングリー!（関西テレビ）
- 13歳のハローワーク（テレビ朝日）

#### バラエティ
フジテレビ
- 笑っていいとも!
- FNSの日
- SMAP×SMAP
  - ベビスマ
- めちゃ×2イケてるッ!
- 奇跡体験!アンビリバボー
- 新堂本兄弟
- ネプリーグ
- ザ・ベストハウス123
- 爆笑レッドカーペット
- 知りたがり!
- さんタク
- FNS5000番組10万人総出演 がんばった大賞
- 女子アナスペシャル
- 芸能界の告白
- 世界は言葉でできている

TBS系
- 激変!ミラクルチェンジ
- 夢の扉+
- お宝発信タワー DAI-NAMO（中部日本放送）

テレビ朝日系
- お願い!ランキング
- S THE STORIES

テレビ東京系
- たけしのニッポンのミカタ!

NHK
- きょうの料理
- BS熱中夜話
- スポーツ大陸
- アインシュタインの眼

独立局
- 新世紀ネタキング決定戦

### 過去

#### ドラマ
フジテレビ系
- 安宅家の人々（東海テレビ）
- 花衣夢衣（東海テレビ）
- 絶対彼氏 〜完全無欠の恋人ロボット〜
- シバトラ〜童顔刑事・柴田竹虎〜
- 愛讐のロメラ（東海テレビ）
- ありがとう、オカン（関西テレビ）
- エゴイスト 〜egoist〜（東海テレビ）
- アタシんちの男子
- 恋して悪魔〜ヴァンパイア☆ボーイ〜（関西テレビ）
- 嵐がくれたもの（東海テレビ）
- リアル・クローズ（関西テレビ）
- インディゴの夜（東海テレビ）
- 娼婦と淑女（東海テレビ）
- わが家の歴史
- 絶対零度〜未解決事件特命捜査〜
- 逃亡弁護士（関西テレビ）
- ジョーカー 許されざる捜査官
- パーフェクト・リポート
- スクール!!
- 名前をなくした女神
- 毒姫とわたし（東海テレビ）
- 謎解きはディナーのあとで

NHK
- ふたつのスピカ
- 外事警察

日本テレビ系
- 猿ロック（読売テレビ）
- 黄金の豚-会計検査庁 特別調査課-

TBS系
- 温泉へGo!

テレビ朝日系
- コールセンターの恋人
- ダンディ・ダディ?〜恋愛小説家・伊崎龍之介〜
- 霊能力者 小田霧響子の嘘
- アスコーマーチ!〜県立明日香工業高校物語〜

テレビ東京系
- Cafe吉祥寺で
- ママはニューハーフ

#### バラエティ
フジテレビ系
- 新春かくし芸大会
- FNSの日
  - FNS27時間テレビ みんな なまか だっ!ウッキー!ハッピー!西遊記!
  - FNS27時間テレビ!! みんな笑顔のひょうきん夢列島!!
  - FNSの日26時間テレビ2009 超笑顔パレード 爆笑!お台場合宿!!
  - FNSの日26時間テレビ2010 超笑顔パレード 絆 爆笑!お台場合宿!!
  - FNS27時間テレビ めちゃ×2デジッてるッ! 笑顔になれなきゃテレビじゃないじゃ〜ん!!
- VivaVivaV6
- 脳内エステ IQサプリ
- 幸せって何だっけ 〜カズカズの宝話〜
- お笑いチャンピオンボウリング
- Dのゲキジョー 〜運命のジャッジ〜
- 独占!金曜日の告白
- あっぱれ!!さんま新教授
- 未来教授サワムラZ
- 全国一斉!日本人テスト
- 検定ジャポン
- 理由ある太郎
- 〜ジョーデキ!POP COMPANY〜POP屋
- THE THREE THEATER
- 人生もっと満喫アワー トキめけ!ウィークワンダー
- カトパン
- エチカの鏡〜ココロにキクTV〜
- 爆笑レッドシアター
- ふくらむスクラム!!
- キャンパスナイトフジ
- 芸能人こだわり王講座 イケタク
- ミオパン
- 1ばんスクラム!!
- (株)世界衝撃映像社
- ホメられてノビるくん
- JAPANロッケフェスティバル
- 満天笑店
- 忘文

日本テレビ系
- おもいッきりイイ!!テレビ
- おもいッきりDON!
- DON!

TBS系
- 明日使える心理学!テッパンノート

テレビ東京系
- ペット大集合!ポチたま